# 九份二山

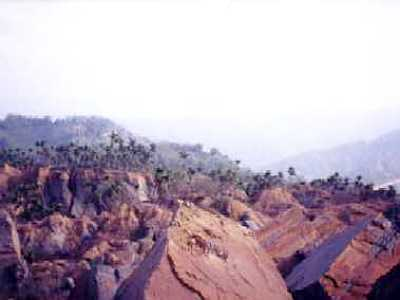
九份二山921大地震崩塌處

九份二山，或作九分二山，位於臺灣南投縣中寮鄉和興村與國姓鄉南港村交界處，為南港溪支流韭菜湖溪與貓羅溪支流平林溪的分水嶺，地質上屬於大岸山向斜，峰頂海拔1,173公尺，為台灣小百岳之一。九份二山北望崁斗山，山脊南接鄉親寮山，為和興村最高峰，亦與鄉親寮山並列為南港村最高峰。山頂設有一等三角點，可由至少三個不同的登山口攀登抵達。
在1999年9月21日的集集大地震裡，位於南投縣國姓鄉南港村九份二山北側之澀仔坑崁斗山山麓一帶發生大崩坍，坍塌面積高達180公頃（亦有研究認為崩塌總面積達195公頃），坍塌土石量達3500萬立方公尺，造成將近40名村民被活埋在土石流下。

## 大崩塌
921大地震時，九份二山北側之崁斗山東南坡面受地震之影響，發生大規模順向坡之滑動，稱為「九份二山崩塌」，崩塌深度30至50公尺。由於地震崩塌造成高度降低了400公尺左右，崩塌區達180公頃，當地的水鹿場瞬間掩沒變成一片黃土，活埋300多頭水鹿，有14戶共41人遭到活埋，其中22人迄今仍未尋獲。崩塌的大量土石阻斷了南港溪支流韭菜湖溪與澀仔坑溪兩條溪谷，在九份二山北麓形成了兩處天然堰塞湖，稱為澀仔坑湖與韭菜湖。澀子坑山崩塌區的土石在石門峽谷堆積，形成高175公尺的天然土石壩，還擠出壯觀的巨石崩裂區，黃棕色表土和黃、灰色頁岩、砂岩，創造出許多特殊景觀。
災變倖存者表示，921當夜天搖地動前，傳出四至五聲巨響，接著聽到山號怪聲；強震後，整個村落消失不見。澀子坑山上14戶埋在山的土石中，39人在走山中死亡或失蹤。走山過程中有房屋從山頂滑行了近一公里到谷底卻幸運未捲入土石中。

## 九份二山地震園區
921震災後因為地形地貌產生劇烈的改變，九份二山已經成為臺灣重要的地震教材。行政院九二一震災災後重建推動委員會指定九二一地震國家紀念地即涵蓋九份二山崩塌地，保存了大地震後傾斜屋、堰塞湖及崩塌等特殊天然景觀與遺跡。